# Желябуга (хутор)
Желябуга — хутор в Залегощенском районе Орловской области России. Входит в состав Моховского сельского поселения.

## География
Хутор находится в центральной части Орловской области, в лесостепной зоне, в пределах центральной части Среднерусской возвышенности, к востоку от автодороги 54К-108, на расстоянии примерно 17 км (по прямой) к северо-западу от посёлка городского типа Залегощь, административного центра района. Абсолютная высота — 246 м над уровнем моря.

### Часовой пояс
Хутор Желябуга, как и вся Орловская область, находится в часовой зоне МСК (московское время). Смещение применяемого времени относительно UTC составляет +3:00.

## Население
| 2010 |
| ---- |
| 0    |